# Digitaria violascens
Digitaria violascens là một loài thực vật có hoa trong họ Hòa thảo. Loài này được Link mô tả khoa học đầu tiên năm 1827.